# ランゲレイク

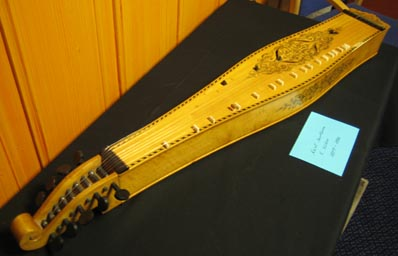
ランゲレイク

ランゲレイク（langeleik）は、ノルウェーの民族楽器のひとつで、ツィター属に属する撥弦楽器の一種である。
細長い共鳴箱と、1本のメロディ弦、3本から7本のドローン弦からなる。弦の一端はヴァイオリンの糸巻きに似た形状の装置に接続されているため、一見するとヴァイオリンの指板の部分だけを取り外したような形に見える楽器である。
現存する最古の楽器は、オスロの北にあるイエヴィクの近く、ヴァルダルスオーセンという村で見つかった1524年のものだとされている。文献上で確認できる記録は、1622年に書かれた、1619年に起きた出来事に関するものである。
ランゲレイクは、近年までほとんど顧みられることのない楽器であったが、再び関心が集まってきている。ノルウェーの作曲家エドヴァルド・グリーグが作品の中で用いたことがある。